# Annemiek van Vleuten
Annemiek van Vleuten (født 8. oktober 1982) er en hollandsk forhenværende cykelrytter. I 2011 vandt hun UCI World Cup for kvinder.

## Karriere
Sammen med Ellen van Dijk, Marianne Vos og Loes Gunnewijk, repræsenterede Van Vleuten Nederlandene i kvindernes linjeløb ved sommer-OL 2012, som blev vundet af Vos. Hun deltog også i de Europæiske Lege 2015 for Nederlandene, i kvindernes enkeltstart, hvor hun vandt en bronzemedalje.

### OL
Van Fleuten var første gang med til de olympiske lege i 2012 i London, hvor hun stillede op i linjeløbet og kom med hovedfeltet hjem på en fjortendeplads, mens hendes landsmand Marianne Vos vandt løbet.
Den 7. august 2016, mens hun førte linjeløbet under de olympiske sommerlege 2016, styrtede van Vleuten med hovedet først ned ad en bakke fra Vista Chinesa, efter at det mislykkedes for hende at bremse i et skarpt sving, dette skete 12 km fra målet. Styrtet resulterede i, at hun blev indlagt på hospital med tre brud på ryghvirvler i lænden og alvorlig hjernerystelse. Men selv om hun var ude af løbet med alvorlige skader, så lykkedes det for en af hendes holdkammerater fra det nederlandske hold, Anna van der Breggen, at vinde guldmedaljen.
Ved OL 2020 i Tokyo (afholdt 2021) stillede hun op i både linjeløbet og enkeltstarten. I linjeløbet var Van Vleuten og Vos helt fremme ved afgørelsen, og Van Vleuten jublede, da hun tilsyneladende kom først over målstregen. Imidlertid var hun ikke opmærksom på, at østrigeren Anna Kiesenhofer, der havde været alene i udbrud fra løbets begyndelse, allerede havde passeret målstregen som olympisk mester, hvilket betød, at Van Vleuten blev nummer to, mens italieneren Elisa Longo Borghini blev nummer tre. I enkeltstarten tog hun revanche og sejrede sikkert foran schweizeren Marlen Reusser og en anden hollænder, Anna van der Breggen.